# 労働者派遣事業の適正な運営の確保及び派遣労働者の保護等に関する法律
労働者派遣事業の適正な運営の確保及び派遣労働者の保護等に関する法律（ろうどうしゃはけんじぎょうのてきせいなうんえいのかくほおよびはけんろうどうしゃのほごとうにかんするほうりつ、昭和60年法律第88号）は、派遣労働者の保護等に関する日本の法律である。略称は労働者派遣法（ろうどうしゃはけんほう）。制定時の題名は、労働者派遣事業の適正な運営の確保及び派遣労働者の就業条件の整備等に関する法律（ろうどうしゃはけんじぎょうのてきせいなうんえいのかくほおよびはけんろうどうしゃのしゅうぎょうじょうけんのせいびとうにかんするほうりつ）であり、2012年の改正で、現行の題名に改正された。
1985年（昭和60年）7月5日に公布された。
目的は、労働力の需給の適正な調整を図るため、労働者派遣事業の適正な運営の確保に関する措置を講ずるとともに、派遣労働者の保護等を図ることで、派遣労働者の雇用の安定、福祉の増進に資することにある（1条参照）。
日本は1999年7月28日に、国際労働条約第181号（1997年の民間職業仲介事業所条約）を批准したため、それに合わせた改正が行われている。

## 構成
- 第1章 総則（第1条 - 第3条）
- 第2章 労働者派遣事業の適正な運営の確保に関する措置
  - 第1節 業務の範囲（第4条）
  - 第2節 事業の許可（第5条 - 第22条）
  - 第3節 補則（第23条 - 第25条）
- 第3章 派遣労働者の保護等に関する措置
  - 第1節 労働者派遣契約（第26条 - 第29条の2）
  - 第2節 派遣元事業主の講ずべき措置等（第30条 - 第38条）
  - 第3節 派遣先の講ずべき措置等（第39条 - 第43条）
  - 第4節 労働基準法等の適用に関する特例等（第44条 - 第47条の4）
- 第4章 紛争の解決
  - 第1節 紛争の解決の援助等（第47条の5 - 第47条の7）
  - 第2節 調停（第47条の8 - 第47条の10）
- 第5章 雑則（第47条の11 - 第57条）
- 第6章 罰則（第58条 - 第62条）
- 附則

「労働者派遣契約」（26条。個別契約）は、文書で行う（施行規則21条3項）。

## 法的規制
適用除外業務
何人も、次のいずれかに該当する業務について、労働者派遣事業を行ってはならない（派遣法第4条1項、特に警備はそれ自体が派遣同等になる為）。また、労働者派遣事業を行う事業主から労働者派遣の役務の提供を受ける者は、その指揮命令の下に次のいずれかに該当する業務に従事させてはならない（派遣法第4条3項）。派遣労働者が従事する業務の一部に以下の業務のうちいずれかの業務が含まれているときは、全体として違法な労働者派遣となるものである。
1. 港湾運送業務（港湾労働法第2条2号に規定する港湾運送の業務及び同条1号に規定する港湾以外の港湾において行われる当該業務に相当する業務として政令で定める業務をいう。）
  - 港湾運送事業を営んでいる事業主は、厚生労働大臣の許可を受けた場合は、港湾運送業務に労働者派遣を行うことができる（港湾労働法第12条）。

2. 建設業務（土木、建築その他工作物の建設、改造、保存、修理、変更、破壊若しくは解体の作業又はこれらの準備の作業に係る業務をいう。）
  - この業務は建設工事の現場において、直接にこれらの作業に従事するものに限られる。したがって、例えば、建設現場の事務職員が行う業務は、これによって法律上当然に適用除外業務に該当するということにはならない。
  - 林業の業務は、造林作業及び素材（丸太）生産作業に分けることができるが、このうち造林作業の地ごしらえの業務については建設現場における整地業務と作業内容が類似していること、植栽の業務については土地の改変が行われることから、いずれも労働者派遣法の解釈としては建設業務に該当するものである。

3. 警備業法第2条1項各号に掲げる業務
4. その他その業務の実施の適正を確保するためには業として行う労働者派遣により派遣労働者に従事させることが適当でないと認められる業務 - 具体的には医業、歯科医業、薬剤師の行う調剤、保健師・助産師・看護師及び准看護師の業務である保健指導、助産、療養上の世話及び診療の補助、栄養士の行う栄養指導、歯科衛生士・診療放射線技師・歯科技工士の行う業務（紹介予定派遣、産前産後休業・育児休業・介護休業をする労働者の代替要員、僻地又は社会福祉施設への派遣を除く（2006年3月改正、派遣法施行令第2条））。

上記のほか、以下の業務についても労働者派遣事業を行ってはならず、また、労働者派遣事業を行う事業主から労働者派遣の役務の提供を受ける者は、その指揮命令の下に当該労働者派遣に係る派遣労働者をこれらの業務に従事させてはならない。
- 派遣先において団体交渉又は労使協議の際に使用者側の直接当事者として行う業務
- 弁護士、外国法事務弁護士、司法書士、土地家屋調査士、公認会計士、税理士、弁理士、社会保険労務士、行政書士の業務 - 資格者個人が、それぞれ業務委託を受けて当該業務を行う（当該業務については、指揮命令を受けることがない）ため。
- 建築士事務所の管理建築士 - 建築士法により「専任」でなければならない。

再派遣の禁止
派遣労働者を派遣先からさらに派遣させること（再派遣）はできない。（派遣法第24条の2）
特定派遣先のみの派遣（専ら派遣、またそのための企業を設立すること）も禁止されている。
事前面接の禁止・差別的取り扱いの禁止
派遣先は、紹介予定派遣である場合を除き、事前面接（顔合わせ・職場見学等も含む）や履歴書・経歴書・スキルシートの提出など派遣労働者を「特定することを目的とする行為」をしてはならない（派遣法第26条6項）。
派遣先は、派遣労働者の国籍、信条、性別、社会的身分、派遣労働者が労働組合の正当な行為をしたこと等を理由として、労働者派遣契約を解除してはならない（派遣法第27条）。
情報の提供
派遣元事業主は、労働者派遣事業を行う事業所ごとの当該事業に係る派遣労働者の数、労働者派遣の役務の提供を受けた者の数、マージン率、教育訓練に関する事項、その他関係者に対して知らせることが適当であるとして厚生労働省令で定める事項に関し情報の提供を行わなければならない。
雇入時、派遣開始時、派遣料金額の変更時には、派遣労働者の「労働者派遣に関する料金額（派遣料金）」を当該労働者に明示しなければならない（派遣法第34条の2）。
マージン率＝（派遣先が派遣元に支払う料金の平均額-派遣労働者の賃金の平均額）/派遣料金の平均額
グループ企業派遣の8割規制
派遣会社と同じグループ企業への派遣は、その労働者の年間総労働時間の8割以下に留めなければならない（2012年改正、派遣法第23条の2）。
離職した労働者についての派遣受入れの禁止
派遣先は、自社で直接雇用した労働者が離職した際、その労働者（60歳以上の定年で退職した者で派遣元に雇用されていた者を除く）の離職後一年間は、その労働者を派遣として受け入れることができない（2012年改正、派遣法第40条の9）。派遣先は、派遣労働者がこの規定に抵触する場合、速やかにその旨を派遣元に書面で通知しなければならず、従わない場合、厚生労働大臣は派遣先に対し指導・助言・是正勧告・社名公表することができる（派遣法第49条の2）。
派遣元責任者の選任
派遣元は、派遣就業に関し、所定の事項を担当させるために当該事業所に専属の派遣元責任者を選任しなければならない（派遣法第36条）。派遣元責任者は、未成年者及び派遣法第6条1~8号に該当する者を除いた者の中から、派遣元責任者講習を修了した者を選任しなければならない（派遣法施行規則第29条の2）。
派遣元責任者は、当該事業所の派遣労働者の数が100人以下のときは1人以上の者を、100人を超え200人以下のときは2人以上の者を、200人を超えるときは、当該派遣労働者の数が100人を超える100人ごとに1人を2人に加えた数以上の者を選任すること（派遣法施行規則第29条）。
事業報告書等
所定の事項を記した「労働者派遣事業報告書」を、「毎事業年度における事業年度の終了の日の属する月の翌月以後の最初の6月30日」までに、また「労働者派遣事業収支決算書」を、「毎事業年度経過後3ヶ月が経過する日」までに、厚生労働大臣に提出しなければならない（派遣法第23条1項）。

## 欠格要件
以下に該当する者は、労働者派遣事業の許可を受けることができない（第6条）。
1. 拘禁刑以上の刑に処せられ、又はこの法律の規定その他労働に関する法律の規定（次号に規定する規定を除く。）であつて政令で定めるもの若しくは暴力団員による不当な行為の防止等に関する法律の規定（同法第50条（第2号に係る部分に限る。）及び第52条の規定を除く。）により、若しくは刑法第204条、第206条、第208条、第208条の2、第222条若しくは第247条の罪、暴力行為等処罰に関する法律の罪若しくは出入国管理及び難民認定法第73条の2第1項の罪を犯したことにより、罰金の刑に処せられ、その執行を終わり、又は執行を受けることがなくなった日から起算して5年を経過しない者
2. 健康保険法第208条、第213条の2若しくは第214条第1項、船員保険法第156条、第159条若しくは第160条第1項、労働者災害補償保険法第51条前段若しくは第54条第1項（同法第51条前段の規定に係る部分に限る。）、厚生年金保険法第102条、第103条の2若しくは第104条第1項（同法第102条又は第103条の2の規定に係る部分に限る。）、労働保険の保険料の徴収等に関する法律第46条前段若しくは第48条第1項（同法第46条前段の規定に係る部分に限る。）又は雇用保険法第83条若しくは第86条（同法第83条の規定に係る部分に限る。）の規定により罰金の刑に処せられ、その執行を終わり、又は執行を受けることがなくなった日から起算して5年を経過しない者
3. 心身の故障により労働者派遣事業を適正に行うことができない者として厚生労働省令で定めるもの[3]
4. 破産手続開始の決定を受けて復権を得ない者
5. 第14条第1項（第1号を除く。）の規定により労働者派遣事業の許可を取り消され、当該取消しの日から起算して5年を経過しない者
6. 第14条第1項の規定により労働者派遣事業の許可を取り消された者が法人である場合（同項第1号の規定により許可を取り消された場合については、当該法人が第1号又は第2号に規定する者に該当することとなったことによる場合に限る。）において、当該取消しの処分を受ける原因となった事項が発生した当時現に当該法人の役員（業務を執行する社員、取締役、執行役又はこれらに準ずる者をいい、相談役、顧問その他いかなる名称を有する者であるかを問わず、法人に対し業務を執行する社員、取締役、執行役又はこれらに準ずる者と同等以上の支配力を有するものと認められる者を含む。以下この条において同じ。）であった者で、当該取消しの日から起算して5年を経過しないもの
7. 第14条第1項の規定による労働者派遣事業の許可の取消しの処分に係る行政手続法第15条の規定による通知があった日から当該処分をする日又は処分をしないことを決定する日までの間に第13条第1項の規定による労働者派遣事業の廃止の届出をした者（当該事業の廃止について相当の理由がある者を除く。）で、当該届出の日から起算して5年を経過しないもの
8. 前号に規定する期間内に第13条第1項の規定による労働者派遣事業の廃止の届出をした者が法人である場合において、同号の通知の日前60日以内に当該法人（当該事業の廃止について相当の理由がある法人を除く。）の役員であった者で、当該届出の日から起算して5年を経過しないもの
9. 暴力団員による不当な行為の防止等に関する法律第2条第6号に規定する暴力団員（以下この号において「暴力団員」という。）又は暴力団員でなくなった日から5年を経過しない者（以下この条において「暴力団員等」という。）
10. 営業に関し成年者と同一の行為能力を有しない未成年者であって、その法定代理人が前各号又は次号のいずれかに該当するもの
11. 法人であって、その役員のうちに前各号のいずれかに該当する者があるもの
12. 暴力団員等がその事業活動を支配する者
13. 暴力団員等をその業務に従事させ、又はその業務の補助者として使用するおそれのある者

## 派遣元管理台帳
派遣元は、派遣就業に関し、派遣元管理台帳を作成し、当該台帳に派遣労働者ごとに以下の事項を記載し、これを3年間保存しなければならない（第37条）。
1. 無期雇用派遣労働者であるか有期雇用派遣労働者であるかの別（当該派遣労働者が有期雇用派遣労働者である場合にあっては、当該有期雇用派遣労働者に係る労働契約の期間）
2. 60歳以上であるか否かの別
3. 派遣先の氏名又は名称
4. 事業所の所在地その他派遣就業の場所及び組織単位
5. 労働者派遣の期間及び派遣就業をする日
6. 始業及び終業の時刻
7. 従事する業務の種類
8. 特定有期雇用派遣労働者に対して講じた雇用安定措置の内容
9. 段階的かつ体系的な教育訓練を行った日時及び内容
10. 派遣労働者から申出を受けた苦情の処理に関する事項
11. 紹介予定派遣に係る派遣労働者については、当該紹介予定派遣に関する事項
12. その他厚生労働省令で定める事項（施行規則第31条）
  - 派遣労働者の氏名
  - 事業所の名称
  - 派遣元責任者及び派遣先責任者に関する事項
  - 派遣法施行令第4条第1項各号に掲げる業務について労働者派遣をするときは、施行規則第21条第2項の規定により付することとされる号番号
  - 事業の開始、転換、拡大、縮小又は廃止のための業務であって一定の期間内に完了することが予定されているものについて労働者派遣をするときは、その旨
  - その業務が一箇月間に行われる日数が、当該派遣就業に係る派遣先に雇用される通常の労働者の一箇月間の所定労働日数に比し相当程度少なく、かつ、厚生労働大臣の定める日数以下である業務について労働者派遣をするときは、その旨及び当該業務が一箇月間に行われる日数
  - 産前産後休業、育児休業、介護休業をする労働者の業務について労働者派遣をするときは、休業者の氏名・業務・休業期間
  - キャリア・コンサルティングを行った日及び当該援助の内容
  - 健康保険、厚生年金保険、雇用保険の被保険者資格取得届が提出されていない場合、派遣先に通知したその理由

## 違法派遣の罰則
公衆衛生又は公衆道徳上有害な業務に就かせる目的で労働者派遣をした者は、1年以上10年以下の拘禁刑又は20万円以上300万円以下の罰金に処せられる（第58条）。
派遣禁止業務への派遣、名義貸し、無許可の派遣事業・虚偽の更新・業務停止命令違反をした者は、1年以下の拘禁刑又は100万円以下の罰金に処せられる（第59条）。
業務改善命令違反、申告をした労働者に対する不利益取り扱いをした者は、6月以下の拘禁刑又は30万円以下の罰金に処せられる（第60条）。
許可申請・変更・廃止届出の書類の虚偽記載、就業条件等の明示・派遣期間・派遣元責任者・派遣元管理台帳・派遣先責任者・派遣先管理台帳の規定違反、派遣先への所定事項の未通知・虚偽通知、厚生労働大臣への所定事項の未報告・虚偽報告、立入検査に対する検査拒否・虚偽陳述をした者は、30万円以下の罰金に処せられる（派遣法第61条）。
法人の代表者又は法人若しくは人の代理人、使用人その他の従業者が、その法人又は人の業務に関して、第58~61条までの違反行為をしたときは、行為者を罰するほか、その法人又は人に対しても、各本条の罰金刑を科する（派遣法第62条）。 

### 派遣労働者特定の禁止
偽装請負、多重派遣と同様に、事前面接、履歴書（経歴書・スキルシート）の受領・提出をおこなうと「派遣労働者を特定する行為」にあたり派遣契約の実態が労働者供給業と見なされるため、職業安定法第44条の禁止規定違反となり、1年以下の拘禁刑または100万円以下の罰金に処せられる（職業安定法第64条）。罰則の適用には被害者による刑事告訴か関係諸局・内部関係者による刑事告発が必要となる。刑事罰則は派遣先企業担当者、役員、代表にも科される。
処罰は派遣先、派遣元の両者に科される。職業紹介を行う紹介予定派遣では例外として事前面接が認められている。

### 再派遣・多重派遣
再派遣は労働基準法第6条の違反（中間搾取の禁止）となる。罰則の適用には被害者による刑事告訴か関係諸局・内部関係者による刑事告発が必要となる。
労働基準法第6条違反については両罰規定が設けられている。労働基準法第121条には「この法律の違反行為をした者が、当該事業の労働者に関する事項について、事業主のために行為した代理人、使用人その他の従業者である場合においては、事業主に対しても各本条の罰金刑を科する」とあり、事業主（中間搾取行為をした事業者の経営担当者、労働者に関する事項について事業主の為に行為をするすべての者）と事業主の代理人についても処罰が科される。被害を受けた労働者は派遣先および派遣元の会社、従業員などに対して刑事告訴を行える。

## 経緯
- 1986年（昭和61年）7月1日施行（13業種）
  - ソフトウェア開発
  - 事務用機器操作
  - 通訳・翻訳・速記
  - 秘書
  - ファイリング
  - 調査
  - 財務処理
  - 取引文書作成
  - デモンストレーション
  - 添乗
  - 建設物清掃
  - 建築設備運転・点検・整備
  - 案内・受付・駐車場管理等
- 1986年（昭和61年）10月1日施行（16業種）
  - +機械設計
  - +放送機器等操作
  - +放送番組等の制作

労働者派遣状況（1998年度）
総数：306,914人（特定派遣および一般派遣の合計）
- 1996年（平成8年）12月1日（26業種）
  - ソフトウェア開発・保守
  - 機械・設備設計
  - 放送機器等操作
  - 放送番組等演出
  - 電子計算機等の事務用機器操作
  - 通訳、翻訳、速記
  - 秘書
  - 文書・磁気テープ等のファイリング
  - 市場等調査・調査結果整理・分析
  - 財務処理
  - 契約書等取引文書作成
  - 機械の性能・操作方法等に関するデモンストレーション
  - 添乗
  - 建築物清掃
  - 建築設備運転、点検、整備
  - 案内、受付、駐車場管理等
  - 化学に関する知識・応用技術を用いての研究開発
  - 事業の実施体制の企画・立案
  - 書籍等の制作・編集
  - 商品・広告等デザイン
  - インテリアコーディネーター
  - アナウンサー
  - OAインストラクション
  - テレマーケティング営業
  - セールスエンジニア営業
  - 放送番組等における大・小道具
- 1999年（平成11年）7月28日：国際労働条約第181号（1997年の民間職業仲介事業所条約）を日本が批准。
- 1999年12月1日改正 - 派遣業種の拡大（ポジティブリストからネガティブリストへ）
  - 港湾運送
  - 建設
  - 警備
  - 医療
  - 製造　　　以外
- 2004年（平成16年）3月1日改正 - 物の製造業務の派遣解禁、紹介予定派遣の法制化
  - 港湾運送
  - 建設
  - 警備
  - 医療　　　以外
- 2006年（平成18年）3月1日改正 - 派遣受入期間の延長、派遣労働者の衛生や労働保険等への配慮
- 2012年（平成24年）10月1日改正 - 題名が「労働者派遣事業の適正な運営の確保及び派遣労働者の就業条件の整備等に関する法律」から「労働者派遣事業の適正な運営の確保及び派遣労働者の保護等に関する法律」に改正された。派遣先や派遣会社に対し、労働契約申し込みみなし制度や、マージン率などの情報提供などが新たに課される事項として追加された。
- 2015年（平成27年）9月30日改正- 「労働者派遣事業の適正な運営の確保及び派遣労働者の保護等に関する法律等の一部を改正する法律」が成立。同年9月30日施行。労働者派遣の期間制限の見直し（派遣先の同一の事業所における派遣労働者の受け入れは3年を上限とする。それを超えて受け入れるためには過半数労働組合等からの意見聴取が必要となる。派遣先の同一組織単位（課）における同一の派遣労働者の受け入れは3年を上限とする。）、派遣労働者の派遣先の労働者との均衡待遇の推進、雇用安定措置の義務化、派遣労働者のキャリアアップ推進を法令化、労働者派遣事業の許可制への一本化などが新たに規定された。